# Zhang Rang
Zhang Rang (chinesisch 張讓 / 张让, Pinyin Zhāng Ràng; † 189) war ein Eunuch der späten Han-Dynastie, der Kaiser Ling diente. Er war Anführer der Zehn Aufseher, einer mächtigen Eunuchenfraktion am Kaiserhof.

## Leben
Zhang Rangs Macht war so groß, dass Kaiser Ling ihn als seinen Ziehvater bezeichnete. Er gewährte ihm so großen Einfluss auf die Politik, dass die Beamtenschaft ihn für gefährlich hielt. Die Militärbeamten He Jin, Yuan Shao und Cao Cao waren seine einflussreichsten Gegner. Nach dem Tode Kaiser Lings im Jahr 189 erklärte He Jin seinen älteren Sohn Liu Bian blitzschnell zum Kaiser und stürmte mit seinen Verbündeten den Palast, um die Zehn Aufseher zu beseitigen. Er versagte jedoch und wurde von ihnen geköpft. Zhang Rang und einige andere Eunuchen entführten den Kaiser, seinen Bruder Liu Xie und die Kaiserinmutter He, die jedoch bald entkam.
Am Jangtsekiang wurden die Eunuchen von dem Warlord Dong Zhuo eingeholt und zum kollektiven Selbstmord gezwungen. Der Kaiser und sein Bruder wurden in die Hauptstadt eskortiert.
Die Vorgänge am Hofe Kaiser Lings und die Geschichte Zhang Rangs und der Zehn Aufseher wird in dem populären Roman des chinesischen Autors Luo Guanzhong Die Geschichte der Drei Reiche thematisiert.